# Kateryna Dombrowśka
Kateryna Ołeksandriwna Dombrowśka (ur. 4 marca 1990) – ukraińska, a od 2010 roku azerska zapaśniczka walcząca w stylu wolnym.
Zajęła siódme miejsce na mistrzostwach Europy w 2010. Trzecia w Pucharze Świata w 2010. Trzecia na ME juniorów w 2007 roku.